# 오토바이 클럽

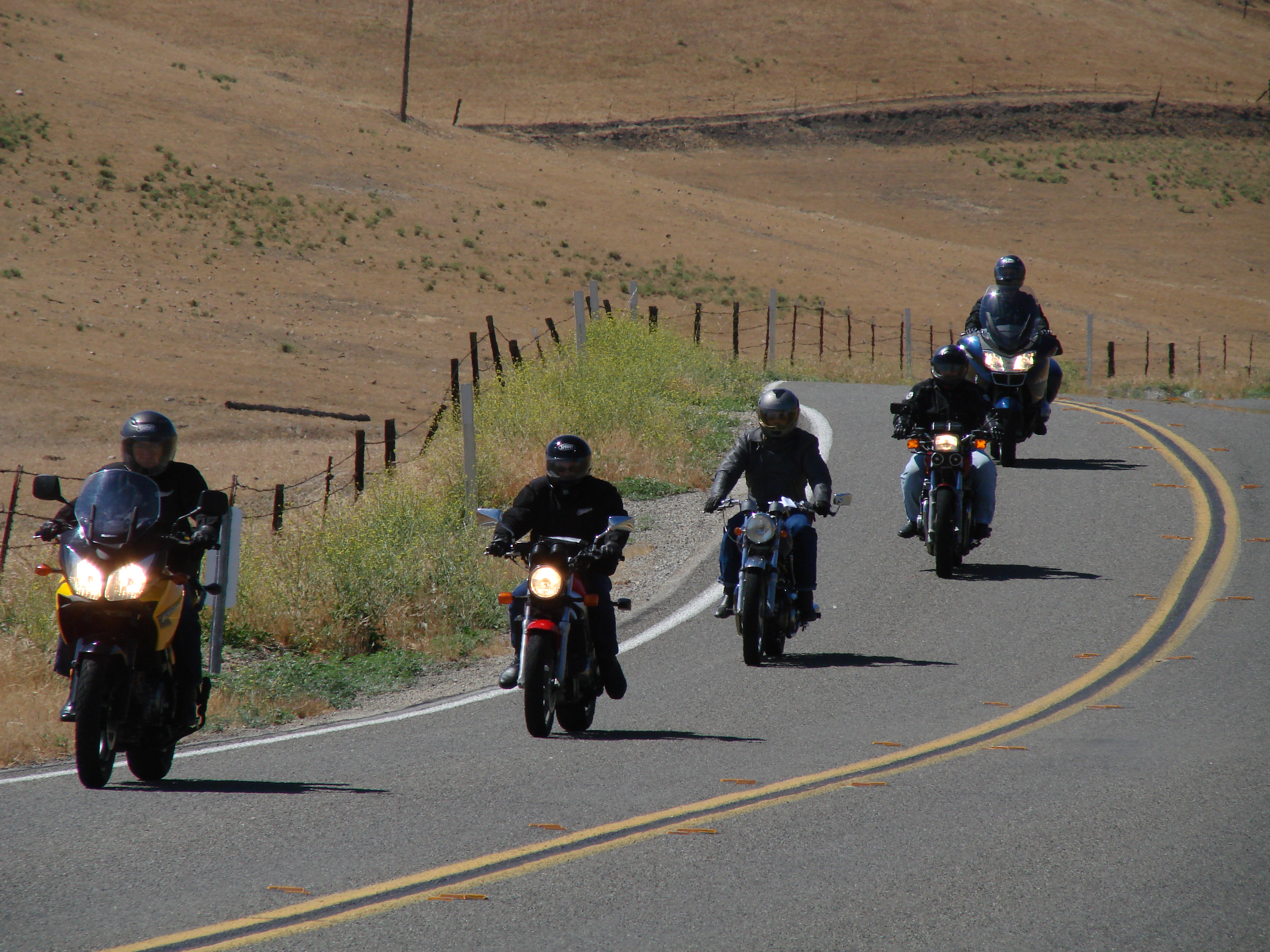
크레스톤 근처 캘리포니아 주도 제41호선을 달리는 남부 캘리포니아 노턴 오너스 클럽.

모터사이클 클럽은 모터사이클을 주요 관심사 및 활동으로 삼는 개인들의 모임이다. 모터사이클 그룹은 다양한 바이크 또는 할리 오너스 그룹처럼 동일한 모델의 차량을 소유한 바이커들의 클럽 형태로 구성될 수 있다.
많은 브랜드 클럽, 즉 특정 상표에 전념하는 클럽이 있으며, 여기에는 원래의 브랜드 클럽인 할리 오너스 그룹을 본떠 다양한 제조업체에서 후원하는 클럽도 포함된다. 또한 BMW 모터사이클 오너스 오브 아메리카와 바자지 도미나르 바이크만을 위한 전용 모터사이클 그룹인 도미나르 오너스 클럽(DOC)과 같은 대규모 전국 독립 모터사이클 클럽도 있다. 여성 국제 모터사이클 협회와 같은 여성을 위한 특정 클럽, 그리고 다익스 온 바이크스와 같은 레즈비언 및 게이를 위한 클럽도 있다.
빈티지 모터사이클 클럽과 같은 빈티지 머신에 관심 있는 사람들을 위한 클럽도 특정 장소를 중심으로 한 클럽만큼 인기가 많다. 모터사이클 액션 그룹과 같은 라이더 권익을 위한 클럽, 그리고 왕립 영국 재향군인회 라이더 지부 및 군인 바이커스 재향군인 자선 단체와 같은 자선 단체도 인기가 많다. 많은 클럽은 영국 영국 모터사이클 연합이나 유럽 유럽 모터사이클 연합과 같은 상위 조직과 제휴한다. 전국 및 지역 지부 클럽 잡지 발행과 행사 개최는 이러한 클럽의 전형적인 활동이다.
모터사이클을 주로 활용하는 다른 단체들은 특정 목적이나 사회적 대의를 위해 존재하며, 예를 들어 군 재향군인을 위한 장례식 호위를 제공하는 패트리엇 가드 라이더스와, 실종된 병사 및 전쟁 포로를 옹호하는 롤링 썬더가 있다. 이 두 그룹은 회원 가입에 모터사이클이 필수 요건은 아니지만, 모터사이클 지향적이며 대부분의 활동에 라이딩이 포함된다.
크리스천 모터사이클 협회와 같은 종교 지향적 클럽, 심야 응급 의료 택배 서비스를 제공하기 위해 모터사이클을 사용하는 자선 단체인 프리휠러스 EVS, 그리고 법 집행관을 위한 블루 나이츠 법 집행 모터사이클 클럽과 같이 특정 그룹에서 회원을 유치하는 클럽 등 수많은 클럽이 존재한다.
영국에서는 두 개의 자선 단체(고급 운전자 협회와 영국 왕립 사고 예방 협회 고급 운전자 및 라이더)가 훈련된 자원 봉사자와 함께 로드크래프트를 홍보하고 라이더가 고급 운전 시험에 합격하도록 돕는 상당한 규모의 모터사이클 클럽을 운영하고 있다.

## 역사
최초의 모터사이클 클럽 중 하나는 뉴욕 모터사이클 클럽으로, 1903년 브루클린의 알파 모터사이클 클럽과 합병하여 미국 모터사이클 연맹이 되었다. 이후 모터사이클 및 관련 산업 협회(M&ATA)는 라이더 부서를 구성하여 미국 모터사이클 협회로 분리되었다.

## 미국 모터사이클 협회
미국 모터사이클 협회(AMA)는 미국 최대의 모터사이클 단체이다. 지역 클럽 및 스포츠 행사를 위한 상위 조직 역할을 한다. 2015년 현재 AMA는 200,000명 이상의 회원과 1,200개 이상의 정식 클럽을 보유하고 있다.

## MC와 MCC

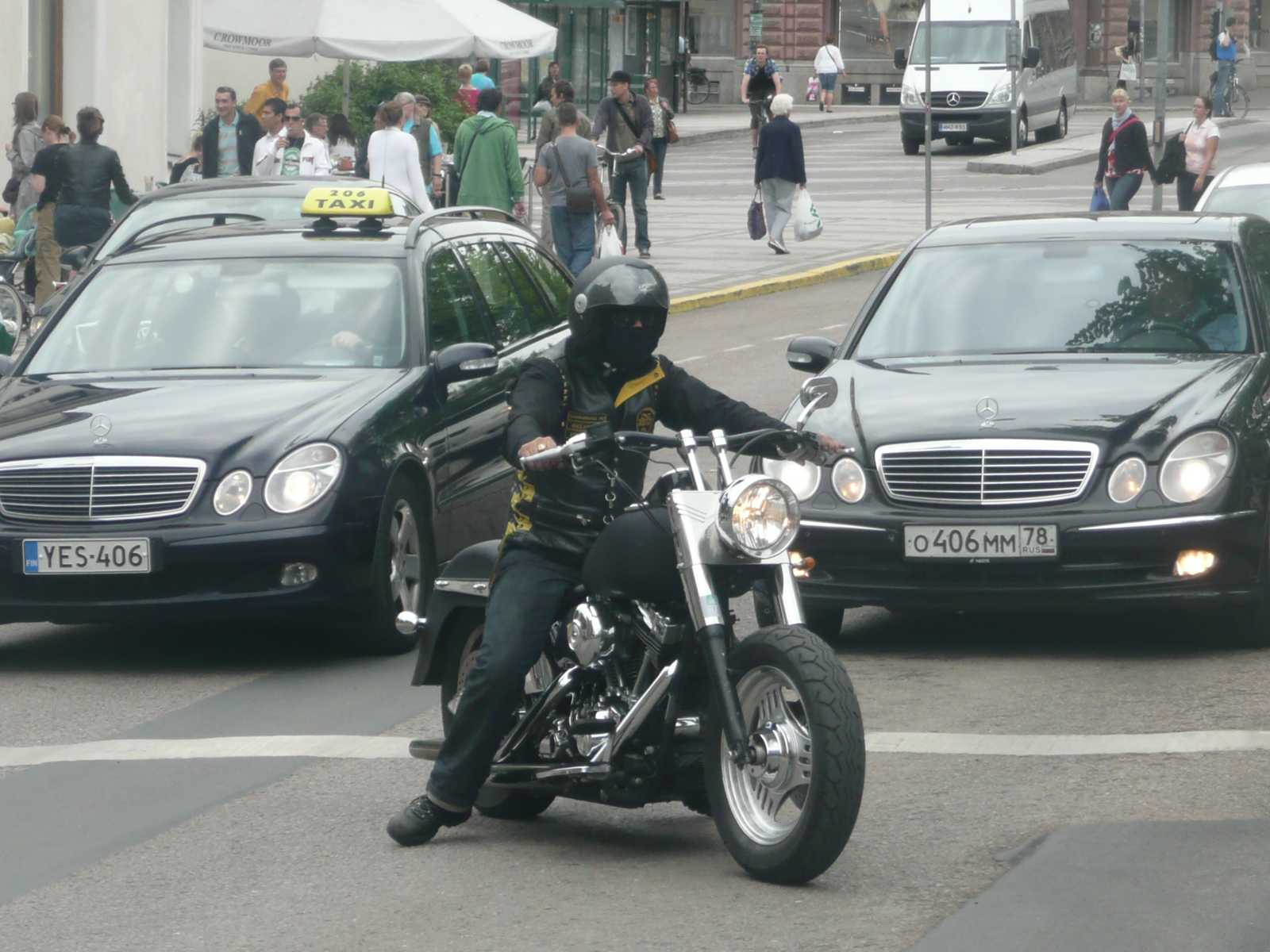
2009년 핀란드 헬싱키에 있는 캐논볼 MC 회원.

MC와 MCC는 모두 "모터사이클 클럽"을 의미하는 약어이지만, 아웃로 또는 원 퍼센터 모터사이클 서브컬처의 관점에서 특별한 사회적 의미를 갖는다. MC는 일반적으로 다른 MC 또는 아웃로 모터사이클 클럽에 의해 상호 인정되는 클럽에만 사용된다. 이는 바이커가 재킷이나 라이딩 조끼 뒤에 MC 패치 또는 컬러라고 불리는 세 조각 패치를 착용하는 것으로 나타난다. 아웃로 또는 원 퍼센터는 단순히 클럽이 미국 모터사이클 협회의 후원을 받지 않는다는 것을 의미할 수 있으며, 이는 권위에 대한 급진적인 거부와 1950년대 이후 정의되고 대중화된 "바이커" 라이프스타일을 수용하는 것을 의미하며, 이지라이더스 잡지, 화가 데이비드 만 등의 작품과 같은 매체로 대표된다. 많은 맥락에서 이 용어는 "아웃로"의 일반적인 의미와 겹치는데, 일부 클럽 또는 일부 회원들이 법 집행 기관에 의해 조직범죄에 가담하는 것으로 인정되기 때문이다.
아웃로 모터사이클 서브컬처 외부에서, "모터사이클 클럽"이라는 단어는 일상적인 영어 정의를 넘어선 비하적인 의미를 지니지 않는다. 즉, 모든 계층의 회원들로 구성된 모터사이클 관련 클럽을 의미한다. 따라서 문화적, 스타일적으로 아웃로 또는 원 퍼센터 클럽과 전혀 다르며, 활동과 목표도 전혀 유사하지 않지만 여전히 세 조각 패치 또는 이름이나 휘장에 MC 약자를 사용하는 클럽도 있다.